# Harold Lester Johnson
Harold Lester Johnson   (Denver, 17 d'abril de 1921 - Ciutat de Mèxic, 2 d'abril de 1980) va ser un astrònom i astrofísic estatunidenc.
Va néixer a Denver, Colorado, el 17 d'abril de 1921, fill d'Averill Johnson i de Marie Sallach). Va graduar en matemàtica a la Universitat de Denver el 1942. Va treballar al laboratori de radiació del Massachusetts Institute of Technology on durant la Segona Guerra Mundial investigava tècniques d'interferència en les ones del radar. Després de la guerra va estudiar astronomia a la Universitat de Califòrnia a Berkeley on va doctorar el 1948 en només dos anys. Posteriorment, va treballar en diferents instituts i universitats, on va desenvolupar i calibrar detectors fotoelèctrics per aplicacions astronòmiques. Va morir d'un infart el 2 d'abril de 1980 a la Ciutat de Mèxic.
El 1956 l'American Astronomical Society li va atorgar el premi Helen B. Warner Prize for Astronomy. El 1969 va ser elegit a l'Acadèmia Nacional de Ciències dels Estats Units. Se li recorda haver introduït el sistema fotomètric UBV (també anomenat sistema Johnson o Johnson-Morgan), juntament amb William Wilson Morgan el 1953.

## Obra destacada
- «Fundamental stellar photometry for standards of spectral type on the revised system of the Yerkes spectral atlas» (Fotometria estel·lar fonamental per a estàndards de tipus espectral sobre el sistema revisat de l'atles espectral de Yerkes) 1953, amb William Wilson Morgan[8]